# M-423
La M-423 es una carretera de la Red Principal de la Comunidad de Madrid (España), que da acceso al nuevo Hospital Infanta Elena ubicado en la ciudad de Valdemoro.

## Características
La vía tiene una longitud de 5,4 km, y comunica la M-506 (en su cruce con la A-4), en su tramo medio enlazará con la futura M-410 y finaliza en la M-404 en su intersección con la R-4.
Su inauguración estaba pensada para mayo de 2006 aunque finalmente se produjo el 23 de junio de 2008.

## Tráfico
En 2012 registró un tráfico promedio de 6.396 vehículos diarios, de los que un 6 % son vehículos pesados. El tráfico ha aumentado de forma progresiva desde 2008: en 2011 el tráfico es superior en un 60 % al contabilizado en 2008.

## Tramos
| Denominación | Tramo                               | km  | Año servicio |
| ------------ | ----------------------------------- | --- | ------------ |
| M-423        | Pinto M-506 - Valdemoro Oeste M-404 | 5,4 | 2008         |